# واين بورسير
واين بورسير (بالإنجليزية: Wayne Purser)‏ هو لاعب كرة قدم بريطاني في مركز الهجوم، ولد في 13 أبريل 1980 في Basildon ‏ في المملكة المتحدة. لعب مع كامبريدج يونايتد وكوينز بارك رينجرز ونادي بارنت ونادي بيتربورو يونايتد ونادي ليتون أورينت ونادي ويموث وهورنتشورتش.